# Пабло Пінільйос
Пабло Пінільйос Каро (ісп. Pablo Pinillos Caro, нар. 9 липня 1974, Мурільйо-де-Ріо-Леса) — іспанський футболіст, що грав на позиції правого захисника, зокрема за «Расінг» (Сантандер).

## Ігрова кар'єра
У дорослому футболі дебютував 1997 року виступами за «Депортіво» (Ла-Корунья), в якій провів два сезони, граючи здебільшого за другу команду і взявши участь у 7 матчах Ла-Ліги у складі головної команди. 
Згодом у 1999–2003 роках грав за друголігові «Толедо» та «Компостелу», після чого перейшов до ще одного представника Сегунди, «Леванте». У новій команді відразу став основним гравцем на правому фланзі захисту і в першому ж сезоні допоміг їй виграти другий сезон, тож сезон 2004/05 проводив вже у найвищому дивізіоні.
Закріпитися в еліті в «Леванте» не вийшло, проте Пінільйос продовжив виступи на найвищому рівні іспанського чемпіонату, перейшовши влітку 2005 року до «Расінга» (Сантандер). Захищав його кольори на рівні Ла-Ліги протягом шести сезонів до завершення професійної кар'єри у 2011 році.